# Капувар
Капувар (угор. Kapuvár) — місто в медьє Дьйор-Мошон-Шопрон в Угорщини. Місто розташоване на краю національного парку Фертьо-Ханшаг на річці Киш-Раба, за 10 км на південь від кордону з Австрією, між Шопроном і Дьйором.
Населення 10 684 чоловік (2001). Площа міста — 96,05 км. Щільність населення — 111,23 чол./км².

## Історія

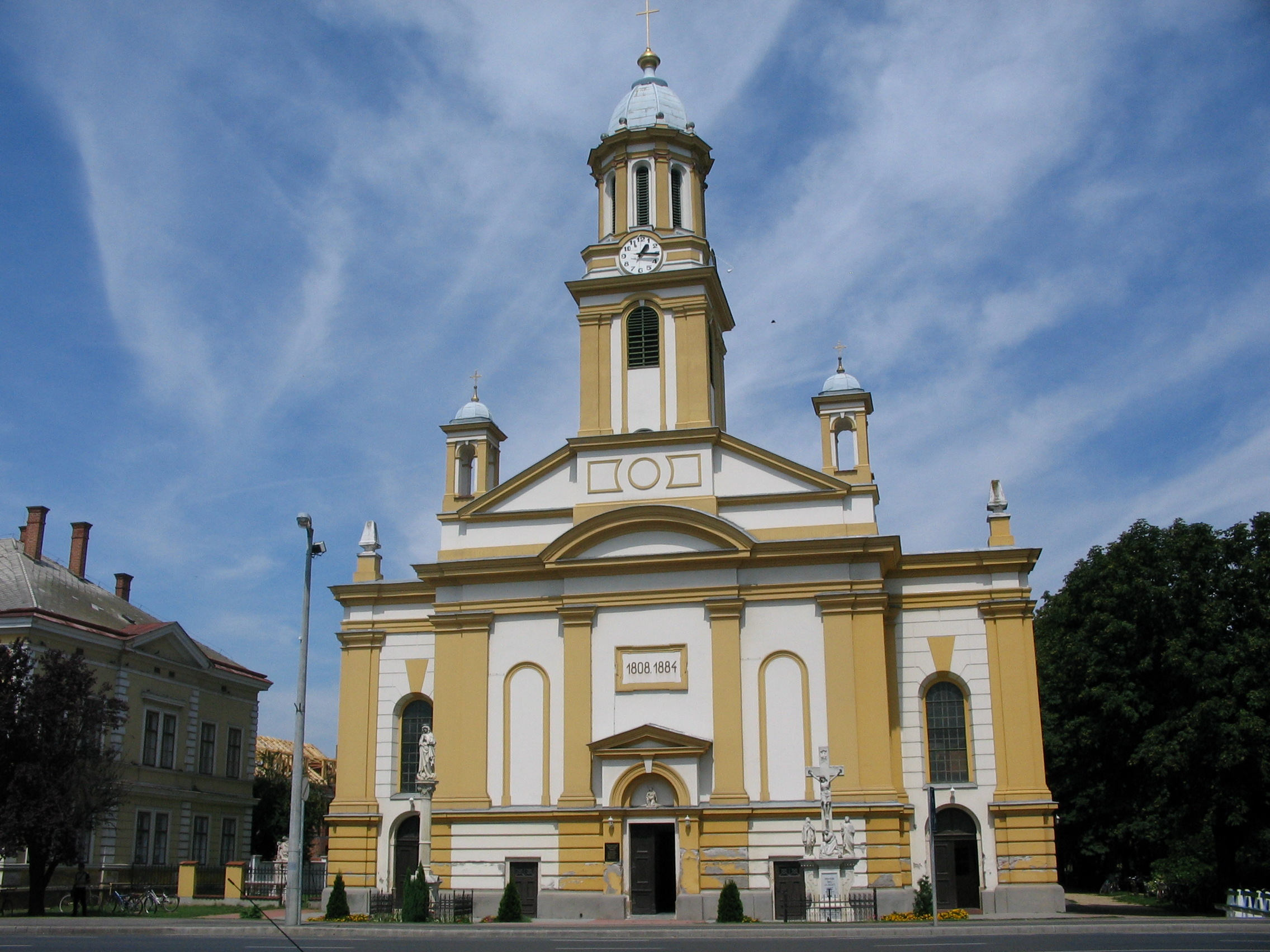
Католицька церква св. Анни

В районі Капувара знайдені сліди поселень іллірійців, римлян та аварів. Після приходу угорців Капувар став західними воротами Королівства Угорщина. Назва місця пов'язано з термінами «ворота» і «замок» (vár). Перша письмова згадка датована 1162 роком. Король Сигізмунд в 1387 році завітав це містечко роду Канісал в подяку за підтримку. У 1532 році Капувар перейшов до роду Надашді. У 1558 році селище отримало право ринкової торгівлі, фортеця була посилена через турецьку загрозу. Але незважаючи на це в 1594 році фортеця ненадовго була захоплена Османською імперією.
У 1681 році Капувар перейшов у володіння Естерхазі. В ході національно-визвольної війни початку XVIII століття фортеця була зруйнована повстанцями, згодом на її місці був побудований замок Естерхазі. Економічний бум середини XIX століття торкнувся і Капувару — в центрі було побудовано кілька представницьких будівель.
У 1901 році тут було 6642 жителів. У 1969 році Капувар отримав статус міста.